# 聖母醫院 (滿地可)
聖母醫院（法語：Hôpital Notre-Dame）是加拿大魁北克省滿地可的一所醫院，位於瑪麗城的舒普基東街。該院建於1880年，後於1924年遷至現址。

## 科室
- 急症室
- 放射科：磁力共振掃描（MRI）、電腦斷層掃描（CT）、放射造影、超音波
- 日間護理
- 心臟科
- 腦神經科
- 耳鼻喉科
- 眼科
- 婦科
- 職業治療
- 物理治療
- 兒科
- 藥物及酒精倚賴[1]

## 圖集

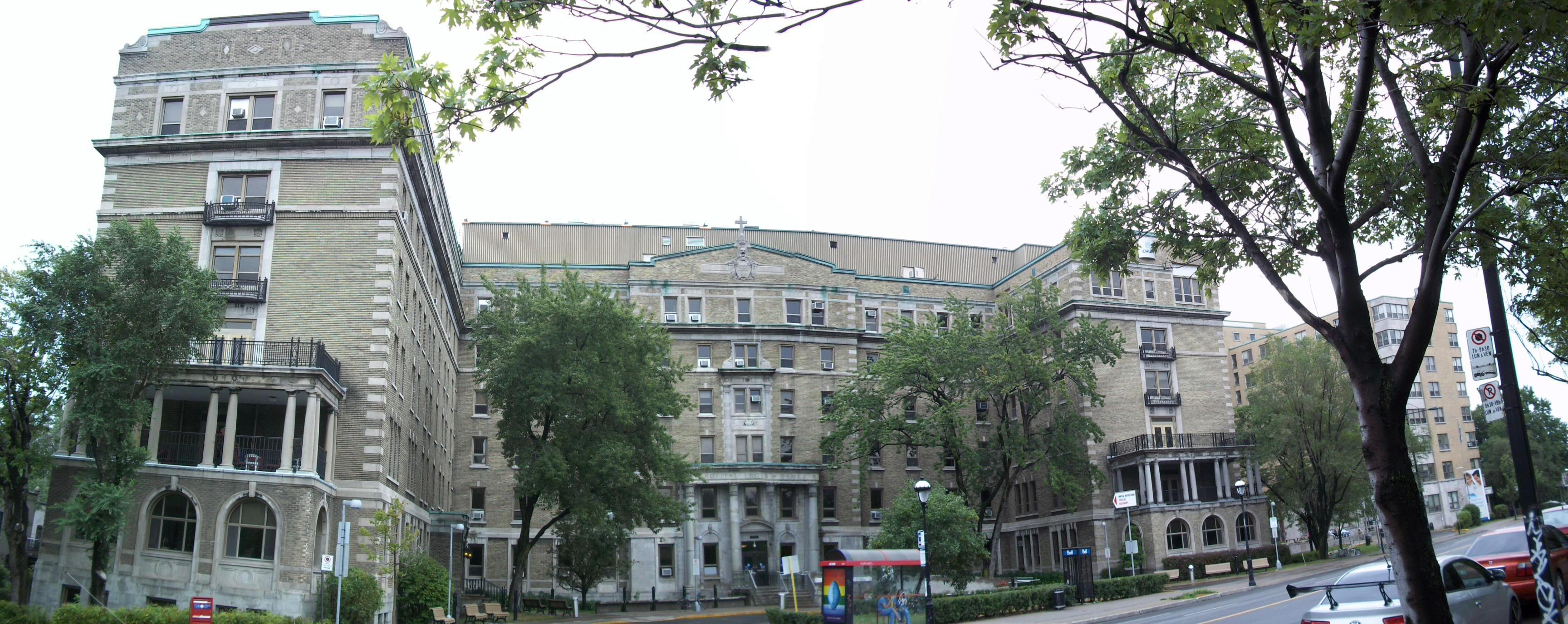
Panorama
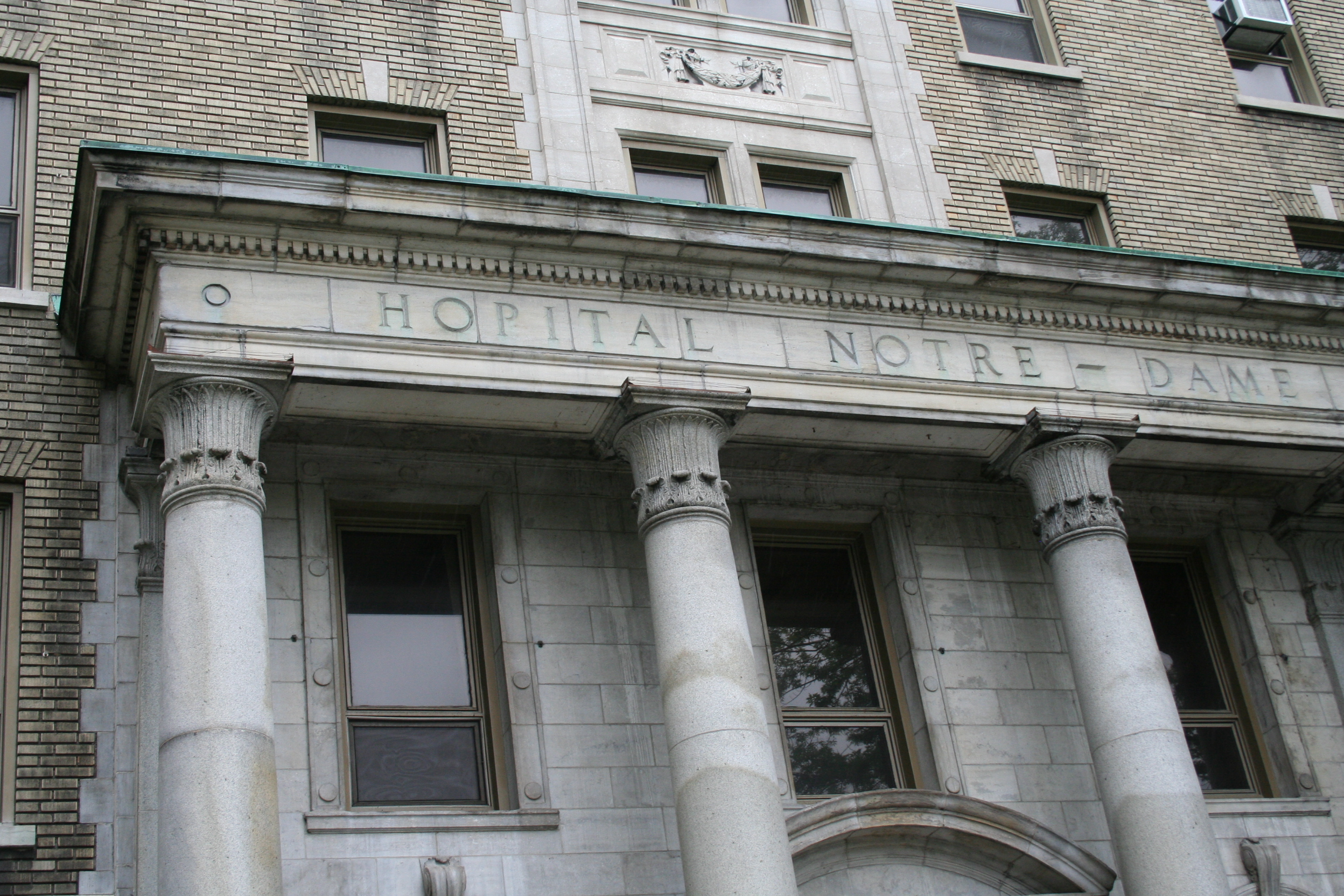
Entrance of Pavillon Mailloux
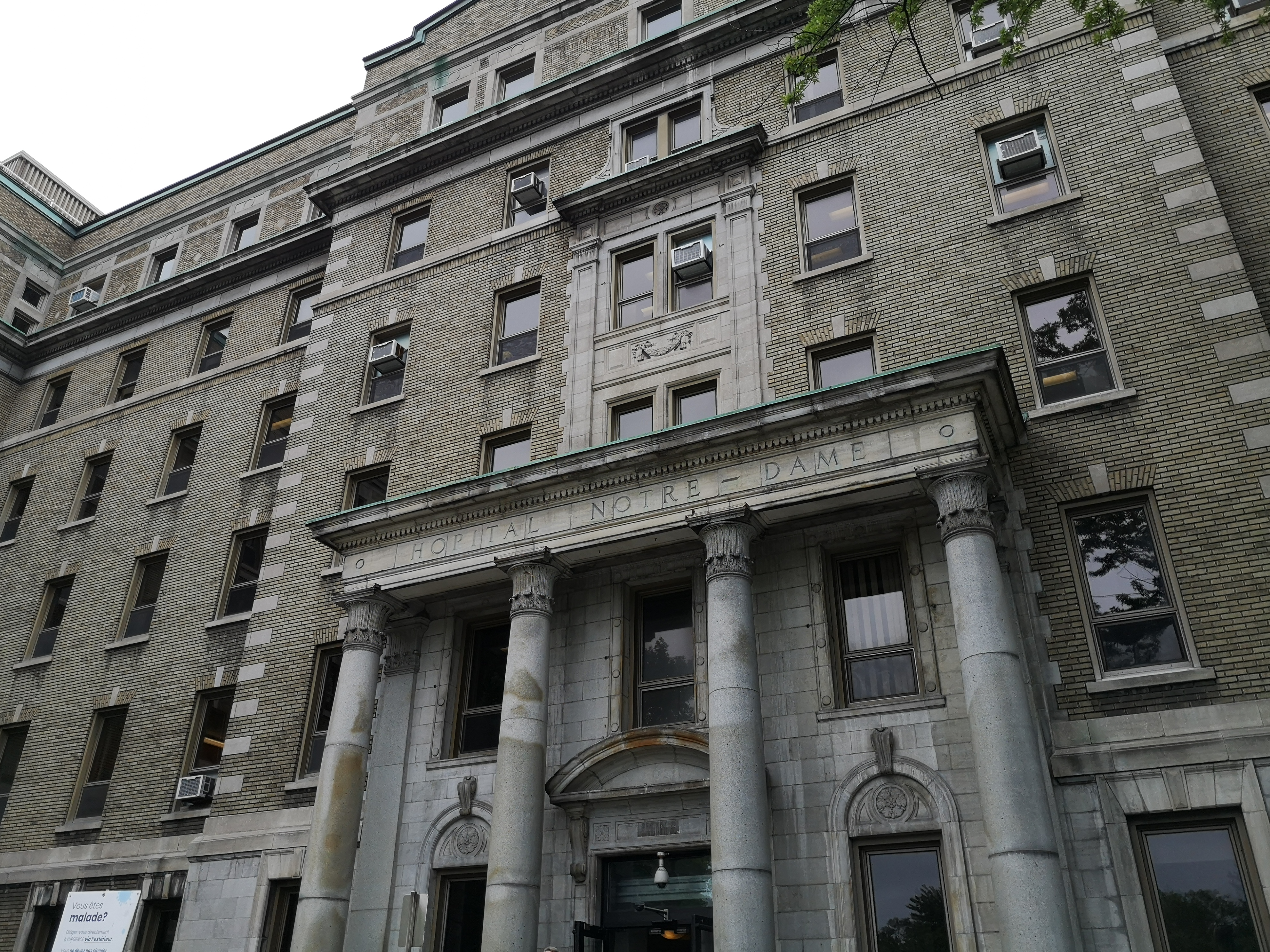
Entrance of Pavillon Deschamps

## 外部連結
- Histoire （法語）
- Centre Hospitalier de l'Université de Montréal （法語）
- UMF CHUM Notre-Dame （法語）